# Honey Pie
Honey Pie (englisch; wörtlich ‚Honigtorte‘, ‚Honigkuchen‘, sinngemäß ‚Süßer Schatz‘) ist ein Lied der britischen Rockband The Beatles. Die McCartney-Komposition wurde Anfang Oktober 1968 aufgenommen und erschien am 22. November 1968 auf dem Album The Beatles, auch bekannt als das ‚Weiße Album‘. Das Lied erschien wie üblich unter dem Copyright von Lennon/McCartney.

## Interpretation
Das Stück ist eine Hommage an die etwa durch Fred Astaire vertretene goldene Hollywood-Ära, die sogenannte „Silver screen“, und den britischen Music-Hall-Stil. Honey Pie ist im Lied der Kosename einer mittlerweile berühmten Schauspielerin, die von ihrem ehemaligen Liebhaber in England angesungen wird. Die Prämisse – ein vom Starruhm eingeschüchterter Verehrer, der Sehnsucht nach seiner alten Flamme, dem früheren einfachen ‚working girl‘, hat, ist ein typischer Music-Hall-Topos. Um einen angemessenen altmodischen Sound zu etablieren, fügten die Beatles die dritte Zeile des Präludiums – Now she’s hit the big time! – in Form der Ansage eines Conférenciers im künstlich erzeugten Knisterton einer alten Schellackplatte ein.

## Aufnahme und Besetzung
Die endgültigen Aufnahmen zu Honey Pie fanden in den Londoner Trident Studios statt (1., 2. und 4. Oktober 1968). Aus den sogenannten Esher-Demos, die im Mai 1968 in George Harrisons Bungalow Kinfauns (Surrey) entstanden, ist eine Rohfassung des Stücks erhalten.
Paul McCartney sang und spielte am Klavier. Laut Harrison spielte John Lennon alle Gitarren ein, auch das genretypische jazzige Gitarrensolo, er selbst einen sechssaitigen Bass und Ringo Starr saß am Schlagzeug. Der Bläsersatz im Stil der 1920er Jahre wurde von fünf Saxophonen (unter anderem geblasen von Harry Klein) und zwei Klarinetten eingespielt und von George Martin arrangiert.
Es wurden je eine Mono- bzw. Stereoabmischung hergestellt. In Mono variiert das Gitarrensolo im Vergleich zur gängigen Version.

## Veröffentlichungen
- Am 22. November 1968 erschien in Deutschland das 13. Beatles-Album The Beatles, auf dem Honey Pie enthalten ist. In Großbritannien wurde es am gleichen Tag veröffentlicht, dort war es das zehnte Album. In den USA erschien es auf dem 16. Album, drei Tage später.
- Am 25. Oktober 1996 wurde auf de Kompilation Anthology 3 das Esher-Demo gekürzt veröffentlicht.
- Am 9. November 2018 erschien die 50-jährige Jubiläumsausgabe des neu abgemischten Albums The Beatles (Super Deluxe Box), mit einer bisher unveröffentlichten Version (Instrumental backing track) von Honey Pie sowie das Esher-Demo in einer neuen Abmischung von Giles Martin und Sam Okell.

## Coverversionen
Es existieren einige Coverversionen des Stücks, darunter eine von Barbra Streisand und dem Golden Gate Quartet. Die vielleicht seltsamste Version stammt von Dom DeLuise aus der US-amerikanischen Filmkomödie Sextette von 1978. Der deutsche Komiker Otto Waalkes spielte das Lied 1973 gemeinsam mit Peter Horton in seiner ersten Fernsehshow. Auch die englische A-cappella-Gruppe The King’s Singers interpretierten das Lied auf der 1986 entstandenen Aufnahme The Beatles Connection.